# 대한민국 개인정보 분쟁조정위원회
대한민국 개인정보 분쟁조정위원회(영어: Personal Information Dispute Mediation Committee)는 개인정보에 관한 분쟁의 조정을 위하여 설치된 대한민국 개인정보 보호위원회 산하 위원회이다.

## 설치 근거
- 개인정보보호법 제40조 제1항
  - 개인정보보호법 시행령 제7장

## 구성
- 법 제40조 제2항에 따라, 위원회는 위원장 1명을 포함하여 총 20명 이내의 당연직위원과 위촉위원으로 구성한다.
  - 당연직위원은 법 제40조 제3항, 시행령 제48조의14에 따라 대한민국의 개인정보 보호위원회 위원장이 지명하는 자가 된다.
  - 위촉위원은 법 제40조 제3항에 따라  다음과 같은 자격을 가진 자 중에서 대한민국의 개인정보 보호위원회 위원장이 지명하는 자가 된다.
    - 개인정보 보호업무를 관장하는 중앙행정기관의 고위공무원단에 속하는 공무원으로 재직하였던 사람 또는 이에 상당하는 공공부문 및 관련 단체의 직에 재직하고 있거나 재직하였던 사람으로서 개인정보 보호업무의 경험이 있는 사람
    - 대학이나 공인된 연구기관에서 부교수 이상 또는 이에 상당하는 직에 재직하고 있거나 재직하였던 사람
    - 판사ㆍ검사 또는 변호사로 재직하고 있거나 재직하였던 사람
    - 개인정보 보호와 관련된 시민사회단체 또는 소비자단체로부터 추천을 받은 사람
    - 개인정보처리자로 구성된 사업자단체의 임원으로 재직하고 있거나 재직하였던 사람
- 법 제40조 제4항에 따라, 위원장은 위원 중에서 대한민국의 개인정보 보호위원회 위원장이 위촉하는 자가 된다.
- 법 제40조 제5항에 따라, 위원장과 위촉위원의 임기는 2년이며 1회에 한하여 연임할 수 있다.

## 같이 보기
- 대한민국 개인정보 보호위원회